# Espasa-Calpe
Espasa-Calpe est une maison d'édition espagnole. Depuis 1991, elle appartient groupe Planeta.

## Histoire
Espasa-Calpe est fondée en 1925, comme résultat de l'union de deux maisons d'édition :  Editorial Calpe, fondée en 1918 par Nicolás María de Urgoiti (es), et Editorial Espasa, fondée en 1860 par Pablo et José Espasa Anguera. L'entreprise issue de la fusion est sous le contrôle de la société Papelera Española (es), à l'époque l'une des sociétés d'édition espagnoles les plus importantes et avec qui elle bénéficie d'un contrat d'approvisionnement avantageux,,. Espasa-Calpe ouvre une importante librairie à Madrid, la Casa del Libro (es), située sur la Gran Vía et poursuit la production et la distribution de la fameuse encyclopédie Espasa désormais rebaptisée « Enciclopedia Espasa-Calpe », conformément à l'engagement pris par Calpe,. En outre, elle étend son champ d'opérations à l'Amérique du Sud, en établissant un siège social à Buenos Aires, d'où elle élargit son marché à d’autres pays, comme le Chili, l'Uruguay, le Pérou, le Mexique et Cuba.
Depuis 1925, Espasa-Calpe est chargé de l'édition des publications de l'Académie royale espagnole. Parmi son travail éditorial se distingue la « colección Austral », pionnière du livre de poche en espagnol.[réf. nécessaire]
En 1984, la maison d'édition crée le prix annuel Espasa-Calpe d'essai.[réf. nécessaire]
En 1991, Espasa-Calpe est acquise par le groupe Planeta pour 15 milliards de pesetas,.